# Jean Epstein
Jean Epstein (franskt uttal: [ɛpˈʃtajn]), född 25 mars 1897 i Warszawa, död 2 april 1953 i Paris, var en fransk-judisk filmregissör, filmteoretiker, litteraturkritiker och romanförfattare. I dag är han främst ihågkommen för sin filmatisering av Edgar Allan Poes berättelse "Huset Ushers undergång".